# Propositionalismus
Der Ausdruck Propositionalismus bezeichnet eine Familie philosophischer Positionen im Bereich der Sprachphilosophie, Semantik und Erkenntnistheorie. Diese Positionen vertreten, dass das, was bestimmte Repräsentationen (z. B. Sprachsätze, Äußerungen, Sprechakte, mentale Zustände, Bilder, Sinneswahrnehmungen) inhaltlich ausmacht und ggf. wahr macht, als ein abstrakter Gegenstand einer bestimmten Art, nämlich als sogenannte Proposition, zu charakterisieren ist und dass diese Propositionen wirklich existieren (also nicht wiederum reduzierbar sind auf Gegenstände anderer, z. B. materieller Art).
Hinsichtlich der Annahmen darüber, welche Gegenstände die Realität ausmachen, also der sogenannten Ontologie, ist der Propositionalismus also ein Realismus bezüglich Propositionen. Dabei können unterschiedliche Positionen bezüglich der Realität und Notwendigkeit von Propositionen unterschieden werden:
- extremer oder radikaler oder starker Propositionalismus: Propositionen haben eine unabhängige Existenz
- gemäßigter Propositionalismus: Propositionen sind notwendig, um z. B. den Sinn sprachlicher Sätze theoretisch zu erfassen, existieren aber nicht unabhängig
- Antipropositionalismus: Propositionen sind nicht notwendig, um irgendwelchen erklärungsbedürftigen Phänomenen gerecht zu werden und existieren auch nicht

Ein starker Propositionalismus wurde etwa von Bernard Bolzano ausgearbeitet.